# بايرون كرايغر
بايرون كرايغر (بالإنجليزية: Byron Krieger)‏ هو مبارز بالسيف أمريكي، ولد في 20 يوليو 1920 في ديترويت في الولايات المتحدة، وتوفي في 9 نوفمبر 2015 في بوكا راتون في الولايات المتحدة بسبب حريق.

## وصلات خارجية
- بايرون كرايغر على موقع أوليمبيديا (الإنجليزية)